# Майер, Альбрехт
Альбрехт Майер (нем. Albrecht Mayer; род. 3 июня 1965, Эрланген) — немецкий гобоист, солист Берлинского филармонического оркестра.

## Биография
В детстве Альбрехт Майер пел в хоре Бамбергского кафедрального собора. Затем он занимался на гобое под руководством нескольких педагогов: Герхарда Шойера, Георга Мервайна, Мориса Бурга и Инго Горицки.
Некоторое время Альбрехт Майер выступал в разных симфонических оркестрах в качестве приглашённого музыканта. В 1990 году он стал солистом Бамбергского симфонического оркестра, а в 1992 поступил на аналогичную должность в Берлинский филармонический оркестр. Майер также активно выступает как солист и камерный музыкант. Он является постоянным участником октета и квинтета духовых инструментов Берлинской филармонии, а также выступает в составе ансамбля Сабины Майер. Среди других его партнёров по ансамблю такие известные музыканты, как Найджел Кеннеди, Элен Гримо, Томас Квастхофф, Ларс Фогт и Лейф Ове Андснес.
Как солист Альбрехт Майер записал несколько компакт-дисков с музыкой как для гобоя, так и для таких родственных инструментов, как английский рожок и гобой д'амур. На протяжении большей части своей карьеры Майер играл на гобое фирмы «Buffet-Crampon», однако в 2009 году перешёл на инструменты компании «Gebr. Mönnig».
Введён в Зал славы журнала Gramophone.